# Représentations diplomatiques au Soudan

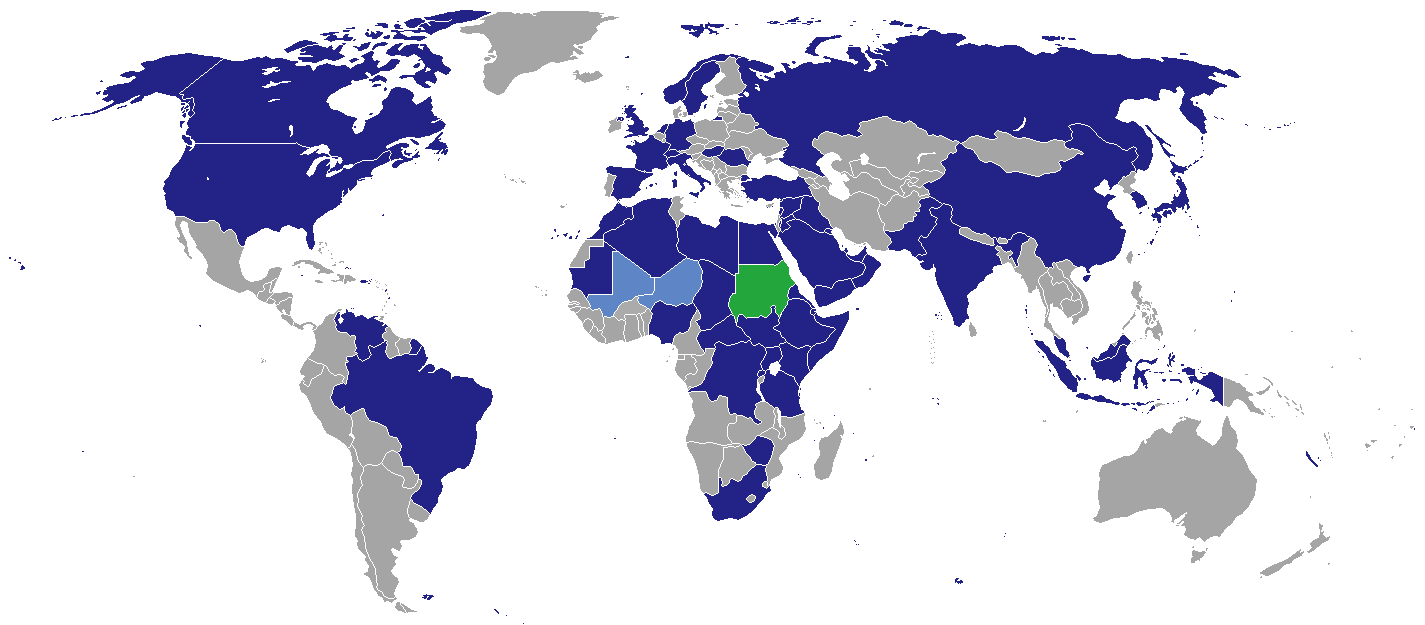
Carte desreprésentations diplomatiques au Soudan

Ceci est une liste des représentations diplomatiques au Soudan. Il y a actuellement 59 ambassades à Khartoum. Certains pays ont des consulats dans d'autres villes soudanaises (à l'exclusion des consulats honoraires).

## Ambassades àKhartoum
| - Afrique du Sud - Algérie - Allemagne - Arabie saoudite - Bahreïn - Brésil - Canada - Chine - Corée du Sud - Djibouti - Égypte - Émirats arabes unis - Érythrée - Espagne - États-Unis - Éthiopie - France - Inde - Indonésie - Irak - Italie - Japon | - Jordanie - Kenya - Koweït - Liban - Libye - Malaisie - Maroc - Mauritanie - Nigeria - Norvège - Oman Ordre de Malte - Ouganda - Pakistan - Palestine - Pays-Bas - Qatar - République centrafricaine - République démocratique du Congo - Roumanie - Russie - Rwanda | - Somalie - Soudan du Sud - Suède - Suisse - Syrie - Tanzanie - Tchad - Tunisie - Turquie - Royaume-Uni - Vatican - Venezuela - Yémen - Zimbabwe |

### Autres missions diplomatiques à Khartoum
- Union européenne (Délégation)
- Mali (Consulat général)
- Niger (Consulat général)

## Consulat àPort-Soudan
- Égypte (Consulat général)

## Ambassades non résidentes
Au Caire, sauf indication contraire
| - Argentine - Australie - Autriche - Belgique - Bosnie-Herzégovine - Bulgarie - Cameroun - Chypre - Colombie - Corée du Nord - Croatie - Cuba - Danemark - Finlande - Grèce | - Hongrie - Irlande - Malte - Mexique - Paraguay - Philippines - Pologne - Portugal - République tchèque - Serbie - Slovaquie - Thaïlande - Ukraine - Viêt Nam |

## Anciennes ambassades
- Bulgarie
- Iran